# Murad Rashidovich Kaplanov
Murad Rashidovich Kaplanov (* 1915 em Vladikavkaz – † 1980 Moscou), projetista do primeiro sistema de comunicação por satélite da União Soviética.
Em 1921, a família se mudou para Moscou. Depois do estudo fundamental, ele entrou para o Instituto de Engenharia de Comunicação de Moscou (hoje MTUCI) em 1931. Em 1932, se transferiu para o Instituto de Engenharia Elétrica de Moscou (MEI), onde em 1937, se graduou com honras.
Sob a sua liderança foram desenvolvidos importantes projetos na área de telecomunicações para setores militares e civis, como: Molniya-1 em 1962, Molniya-2 em 1965, "Emery" em 1969 e "Pendant" em 1973.